# Ihor Pałycia
Ihor Petrowycz Pałycia, ukr. Ігор Петрович Палиця (ur. 10 grudnia 1972 w Łucku) – ukraiński polityk i przedsiębiorca.

## Życiorys
W 1994 ukończył studia z dziedziny historii i prawa na Uniwersytecie im. Łesi Ukrainki w Łucku. Od 1993 do 1999 stał na czele ukraińsko-łotewskiej firmy Maweks-L. W latach 1999–2003 zasiadał w zarządzie firmy Naftochimik Prykarpattja. W lutym 2003 objął funkcję prezesa zarządu spółki Ukrnafta.
W wyborach parlamentarnych w 2006 kandydował bez powodzenia z list Wiejskiej Partii Ukrainy. W 2007 uzyskał mandat deputowanego z ramienia Naszej Ukrainy-Ludowej Samoobrony. W 2012 ponownie wybrany do parlamentu w okręgu większościowym jako kandydat niezależny. W 2014 został przewodniczącym Odeskiej Obwodowej Administracji Państwowej (na tym stanowisku urzędował do 30 maja 2015). W 2014 kolejny raz uzyskał też mandat deputowanego (z listy Bloku Petra Poroszenki), którego jednak nie objął. W kolejnych wyborach parlamentarnych w 2019, będąc kandydatem niezależnym, został wybrany w jednym z okręgów jednomandatowych. Został liderem frakcji poselskiej i ugrupowania Za Przyszłość (związanych z Ihorem Kołomojskim). W 2020 wybrany na radnego obwodu wołyńskiego z listy tej partii.